# L'adoració del nom de Déu
L'Adoració del nom de Déu o La glòria (1772) és una pintura al fresc de Francisco de Goya que decora el sostre del coret de la Basílica de la Mare de Déu del Pilar de Saragossa.
El 1771, després de la seva tornada d'un viatge de formació a Itàlia, Goya rep l'encàrrec de decorar al fresc la volta del coret de la basílica del Pilar a Saragossa, amb una pintura sobre l'adoració del nom de Déu. Amb la seva realització el pintor aragonès va demostrar que coneixia i dominava la tècnica de la pintura al fresc, si bé els seus honoraris van ser menors que els d'altres artistes als quals es va adjudicar obres artístiques de decoració amb pintures al fresc de les voltes de la Basílica del Pilar. Així, Goya va rebre 15.000 reals, xifra molt inferior als 25.000 (més les despeses) que va cobrarAntonio González Velázquez.
De l'obra es conserven diversos esbossos i dibuixos preparatoris que mostren major atreviment que la que adquireix la pintura de la volta tal com es pot contemplar en l'actualitat, si bé cal tenir en compte que aquesta ha patir quatre restauracions el 1887, 1947, 1967 i 1991. En ells plantejava una composició de gran contrast en el color i la il·luminació, i amb un dinamisme en el moviment més gran que el que es contempla en el resultat definitiu.
L'obra, en la seva execució final, reflecteix els estereotips de la pintura religiosa catòlica de finals del barroc. Es disposen dos grups d'àngels als costats que emmarquen una escena central presidida pel símbol de Déu pare, un triangle equilàter amb el seu nom inscrit. Malgrat que els grups estan situats a alçades diferents, la impressió final és una mica estàtica, i predomina una línia de composició en aspa malgrat l'intent de Goya de situar les línies de força en forma d'aspa, creuades al centre del quadre.